# Vasile Lupu
Lupu Coci, známý jako Vasile Lupu (1595 – 1661), byl moldavský kníže mezi lety 1634 a 1653. Lupu si zajistil trůn po sérii komplikovaných intrik a podařilo se mu jej udržet neobvykle dlouho. Byl schopným správcem a skvělým finančníkem, často nazývaným „nejbohatší muž křesťanského východu“. Jeho dary osmanským vládcům byly jednou z příčin jeho dlouhé doby u moci.

## Život
Rodina Coci snad pocházela z Bulharska (podle Dimitrie Cantemira z Albánie). Na Valašsku se usadila v první polovině 16. století. Vasilův otec, Nicolae (Neculai) Coci, byl obchodník, který v roce 1593 získal šlechtický titul.
Lupu zastával vysoké úřady a roku 1634 byl zvolen knížetem, což byla patrně reakce domorodých bojarů na příliv řeckých a levantských migrantů (stejný proces se souběžně odehrál i v druhém rumunském knížectví, ve Valašsku, kde vynesl k moci Mateie Basaraba). Vybrán byl patrně proto, že vedl povstání proti Řekům vedeným Alexandrem Iliașem. Navzdory tomu Lupu udržoval silné vazby na Konstantinopolský patriarchát a podporoval řeckou ortodoxii (a řečtinu jako liturgický jazyk, byť řečtinu často označovanou za lidovou) - z větší části proto, že toužil stát se novým byzantským císařem.
Jeho vláda se vyznačovala okázalostí. Byl stavitelem významných památek (mj. jedinečný klášter Trei Ierarhi v Jasy, dnes památka UNESCO, a kostel sv. Paraskevy ve Lvově). Byl mecenášem kultury a umění, uvedl do Moldávie knihtisk, založil vyšší školu Academia Vasiliană, jež pak existovala až do roku 1821 (jako Școala mare domnească). Učilo se na ní řecky a latinsky. Kvůli této velkorysé kulturní a vzdělávací politice však zvedl daňové zatížení, podle jeho poddaných až na neúnosnou úroveň.
Vasile Lupu nechal též vyhotovit první zákoník v Moldavsku, Carte Româneascǎ de învățătură (1646), známý jako Pravila lui Vasile Lupu (Kodex Vasile Lupu). Dokument navazuje na byzantskou tradici, je přeloženým přehledem byzantských zvyků a je téměř totožný s jeho valašským soudobým ekvivalentem.
Vasile Lupu strávil velkou část své vlády bojem proti valašskému knížeti Matei Basarabovi. Kvůli tomu také vytvořil vojenskou alianci s ukrajinským hejtmanem Bohdanem Chmelnickým (zařídil i sňatek své vlastní dcery Ruxandry s Chmelnického synem Tymofijem). Snažil se prosadit na trůn v Bukurešti svého syna Ioana. Jeho armáda i přes pomoc Ukrajinců byla ale pokaždé poražena, rozhodnými bitvami byly zvláště ty u Ojogeni a Nenișori v roce 1639 a u Finty v roce 1653. Po této poslední prohrané bitvě se moldavští bojaři vzbouřili, Vasila svrhli a nahradili ho Gheorghe Ștefanem, který byl vnímán jako valašský spojenec. Vasile Lupu pak odešel do exilu. Nakonec byl zadržen Osmany a zemřel v jejich věznici Yedikule v Konstantinopoli.

## Rodina
Příjmení Coci bylo dále neseno Štěpánem Coci, synem Vasileho Lupua, který se oženil s dcerou Petra Rareșa, moldavského vojvody. Jméno Coci však pokračovalo také skrze potomka Gabriela Coci, zvaného Hatmanul. Rodová linie rodu Coci se protíná s aristokratickými rody z Moldavska jako Buciocové, Boulestiové a Abazestiové.